# Élections départementales de 2015 dans l'Isère
Les élections départementales ont lieu les 22 et 29 mars 2015.

## Contexte départemental

### Situation politique

#### «L'Isère c'est vous!»
Le 17 février, au lendemain de la date butoir de dépôt des candidatures, un accord d'une partie de la majorité départementale sortante regroupant le Parti socialiste, le Parti radical de gauche, et des candidats sans-étiquette ou divers gauche est dévoilé. La liste des candidats soutenus par cette alliance, présente dans 28 cantons et qui utilise le slogan « L'Isère c'est vous ! », est officialisée lors d'une conférence de presse le 22 février 2015.

#### Parti communiste français
La situation du Parti communiste français est particulière : aucun accord n’ayant été conclu au niveau départemental, les candidatures ont été établies au niveau de chaque canton, et sont présentées lors d’une conférence de presse le 20 février 2015.
La plupart de ces candidatures sont labellisées « PCF – Front de Gauche » ; dans certains cantons cependant, des alliances ont été conclues avec les partis composant les listes « Rassemblement des citoyens » ou « L'Isère c'est vous ! ».

#### «Rassemblement des citoyens»
Europe Écologie Les Verts, le Parti de gauche, Nouvelle Donne, le Forum social des quartiers populaires et des citoyens non encartés forment un « Rassemblement des citoyens » sur le modèle de celui de l'élection municipale de Grenoble afin de proposer une alternative de gauche au PS. Le Rassemblement des citoyens présente des candidats dans 23 cantons à et apporte son soutien aux candidats du mouvement « Élan citoyen » sur le canton de Charvieu-Chavagneux.

#### «De l'air pour l'Isère!»
L'Union pour un mouvement populaire et l'Union des démocrates et indépendants font alliance dès le premier tour sous la dénomination « De l'air pour l'Isère ! », et présentent des candidats dans tous les cantons, à l'exception du Sud Grésivaudan. Dans plusieurs cantons, tels les deux cantons de Vienne ou ceux de la Bièvre, Saint-Martin-d'Hères et Grenoble-4 cette alliance s'étend au Mouvement démocrate dont certains membres se présentent séparément de l'UMP et de l'UDI dans les cantons du Haut et du Moyen-Grésivaudan, sans l'investiture du parti.

#### Extrême-droite
Le Front national présente des candidats dans l'ensemble des cantons. Sur le canton d’Échirolles, un binôme dissident issu du groupe « Échirolles fait front » du conseil municipal se présente contre les candidats officiels du FN. Ces candidats, élus sur la liste FN aux élections municipales de 2014, ont démissionné du FN au mois d'octobre et font désormais partie de la mouvance organisée autour du site Internet Jeune Nation. Ils sont notamment soutenus par Yvan Benedetti, un dirigeant de l'Œuvre française et intègrent en même temps que lui le Parti nationaliste français, au mois de septembre 2015.

### Campagne
Peu d'épisodes marquants sont à signaler au cours de la campagne qui, comme partout en France, ne semble pas passionner. Au début du mois de mars se produisent toutefois deux évènements notables. Le premier concerne le président socialiste du conseil général, Alain Cottalorda, qui est accusé par le journal en ligne Mediapart d'avoir employé pour le compte de sa mère une ressortissante roumaine sans papiers, en la payant au noir et sans lui accorder de jours de repos. Le second est le suicide du maire UMP de La Mure, Fabrice Marchiol, candidat remplaçant sur le canton de Matheysine-Trièves, dont le nom figure sur les bulletins de vote du premier tour, ceux-ci ayant été remis à la commission de propagande avant son décès, créant une situation qualifiée d'inédite. La campagne est suspendue dans ce canton jusqu'à ses obsèques.

### Assemblée départementale sortante
Avant les élections, le conseil général de l'Isère est présidé par Alain Cottalorda (PS). Il comprend 58 conseillers généraux issus des 58 cantons de l'Isère. Après le redécoupage cantonal de 2014, ce sont 58 conseillers départementaux qui seront élus au sein des 29 nouveaux cantons de l'Isère.
| Parti                                  | Sigle | Sigle | Élus |
| -------------------------------------- | ----- | ----- | ---- |
| Majorité (38 sièges)                   |       |       |      |
| Parti socialiste                       |       | PS    | 26   |
| Parti communiste français et apparenté |       | PCF   | 7    |
| Divers gauche                          |       | DVG   | 3    |
| Europe Écologie Les Verts              |       | EELV  | 2    |
| Opposition (20 sièges)                 |       |       |      |
| Union pour un mouvement populaire      |       | UMP   | 11   |
| Divers droite                          |       | DVD   | 5    |
| Sans étiquette                         |       | SE    | 4    |
| Président du conseil général           |       |       |      |
| Alain Cottalorda (PS)                  |       |       |      |

### Assemblée départementale élue
Jean-Pierre Barbier obtient 34 voix contre 20 à Didier Rambaud, candidat du PS soutenu par le PCF, 4 à Véronique Vermorel, candidate du Rassemblement des citoyens et est élu président du conseil départemental.
| Parti                                  | Sigle | Sigle | Élus |
| -------------------------------------- | ----- | ----- | ---- |
| Majorité (34 sièges)                   |       |       |      |
| Union pour un mouvement populaire      |       | UMP   | 18   |
| Divers droite                          |       | DVD   | 11   |
| Union des démocrates et indépendants   |       | UDI   | 5    |
| Opposition (20 sièges)                 |       |       |      |
| Parti socialiste                       |       | PS    | 14   |
| Parti communiste français et apparenté |       | PCF   | 4    |
| Divers gauche                          |       | DVG   | 4    |
| Europe Écologie Les Verts              |       | EELV  | 2    |
| Président du conseil départemental     |       |       |      |
| Jean-Pierre Barbier (UMP)              |       |       |      |

## Résultats à l'échelle du département

### Résultats par nuances du ministère de l'Intérieur
Les nuances utilisées par le ministère de l'Intérieur ne tiennent pas compte des alliances locales.
|                | Union de la Gauche | 98 912  | 24,96  | 105 848 | 28,71  | 20 |  |  |
|                | DVG                | 56 047  | 14,14  | 17 407  | 4,72   | 4  |  |  |
|                | PCF                | 6 630   | 1,67   |         |        |    |  |  |
|                | FG                 | 4 849   | 1,22   |         |        |    |  |  |
| Gauche         | Gauche             | 166 438 | 41,99  | 123 255 | 33,43  | 24 |  |  |
|                |                    |         |        |         |        |    |  |  |
|                | Union de la Droite | 110 488 | 27,88  | 154 179 | 41,82  | 32 |  |  |
|                | DLF                | 3 284   | 0,83   |         |        |    |  |  |
|                | UMP                | 3 058   | 0,77   |         |        |    |  |  |
| Droite         | Droite             | 116 830 | 29,48  | 154 179 | 41,82  | 32 |  |  |
|                |                    |         |        |         |        |    |  |  |
|                | FN                 | 103 389 | 26,09  | 84 344  | 22,88  | 0  |  |  |
|                | EXD                | 101     | 0,03   |         |        |    |  |  |
| Extrême Droite | Extrême Droite     | 103 490 | 26,12  | 84 344  | 22,88  | 0  |  |  |
|                |                    |         |        |         |        |    |  |  |
|                | Divers             | 9 516   | 2,40   | 6 906   | 1,87   | 2  |  |  |
|                |                    |         |        |         |        |    |  |  |
| Inscrits       | Inscrits           | 835 123 | 100,00 | 835 555 | 100,00 |    |  |  |
| Abstentions    | Abstentions        | 423 941 | 50,76  | 427 940 | 51,22  |    |  |  |
| Votants        | Votants            | 411 182 | 49,24  | 407 615 | 48,78  |    |  |  |
| Blancs         | Blancs             | 11 024  | 2,68   | 29 210  | 7,17   |    |  |  |
| Nuls           | Nuls               | 3 884   | 0,94   | 9 721   | 2,38   |    |  |  |
| Exprimés       | Exprimés           | 396 274 | 96,37  | 368 684 | 90,45  |    |  |  |

#### Chiffres départementaux
|             | De l'air pour l'Isère !    | 113 546 | 28,65  | 154 179 | 41,82  | 32 |  |  |
|             | L'Isère c'est vous !       | 105 648 | 26,66  | 105 848 | 28,71  | 20 |  |  |
|             | Front national             | 103 389 | 26,09  | 84 344  | 22,88  | 0  |  |  |
|             | Rassemblement des citoyens | 44 600  | 11,25  | 17 407  | 4,72   | 4  |  |  |
|             | Autres (DIV, DLF, EXD...)  | 20 432  | 5,16   | 6 906   | 1,87   | 2  |  |  |
|             | PCF hors alliances         | 8 659   | 2,19   |         |        |    |  |  |
|             |                            |         |        |         |        |    |  |  |
| Inscrits    | Inscrits                   | 835 123 | 100,00 | 835 555 | 100,00 |    |  |  |
| Abstentions | Abstentions                | 423 941 | 50,76  | 427 940 | 51,22  |    |  |  |
| Votants     | Votants                    | 411 182 | 49,24  | 407 615 | 48,78  |    |  |  |
| Blancs      | Blancs                     | 11 024  | 2,68   | 29 210  | 7,17   |    |  |  |
| Nuls        | Nuls                       | 3 884   | 0,94   | 9 721   | 2,38   |    |  |  |
| Exprimés    | Exprimés                   | 396 274 | 96,37  | 368 684 | 90,45  |    |  |  |

### Analyse

Carte des résultats par cantons

Trente-et-un conseillers généraux sortants se représentent comme titulaires (14 PS, 7 UMP, 7 DVD, 1 EELV, 1 DVG, 1 PCF) et un en tant que remplaçant. Cinq d'entre eux, tous socialistes ou divers gauche, sont éliminés dès le premier tour, dont le président sortant du Conseil général. La députée PS Joëlle Huillier est également éliminée dès le premier tour dans le canton où elle se présentait.
Au second tour, deux triangulaires ont lieu dans les cantons du Grand-Lemps et du Sud Grésivaudan. Il y a 27 duels dont 11 entre la droite et le FN, 8 entre la droite et la gauche, 5 entre la gauche et le FN et 3 entre deux candidats de gauche.
Les observateurs pronostiquent une victoire probable de la droite sauf si les candidats FN obtiennent de bons résultats dans les duels face aux candidats UMP-UDI ou dans les triangulaires.
Les résultats du second tour permettent à la droite d'obtenir la majorité avec 17 cantons (en comptant celui du Sud Grésivaudan dans lequel le binôme « Divers » selon le ministère de l'intérieur est considéré localement comme « Divers droite » bien que ne faisant pas partie de l'alliance « De l'air pour l'Isère ! »). La gauche obtient 12 cantons dont 2 pour le « Rassemblement des citoyens » à Grenoble. Le FN ne l'emporte dans aucun canton. Six nouveaux conseillers sortants sont battus (4 de gauche et 2 de droite). Les parlementaires Jean-Pierre Barbier pour l'UMP, Erwann Binet et André Vallini pour le PS, sont réélus lors de leurs duels face au FN. Le député socialiste Olivier Véran est en revanche battu.
Au soir de l'élection, Jean-Pierre Barbier confirme sa candidature à la tête du département. Il est élu le 2 avril 2015.

### Résultats par canton
| Canton                        | Conseiller sortant           | Parti              | Parti       | Conseiller élu        | Parti           | Parti           |
| ----------------------------- | ---------------------------- | ------------------ | ----------- | --------------------- | --------------- | --------------- |
| Allevard                      | Philippe Langenieux-Villard* |                    | DVD         | Canton supprimé       | Canton supprimé | Canton supprimé |
| Beaurepaire                   | Christian Nucci*             |                    | PS          | Canton supprimé       | Canton supprimé | Canton supprimé |
| Bièvre                        | Canton créé                  | Canton créé        | Canton créé | Jean-Pierre Barbier   |                 | UMP             |
| Bièvre                        | Canton créé                  | Canton créé        | Canton créé | Claire Debost         |                 | UMP             |
| Le Bourg-d'Oisans             | Christian Pichoud**          |                    | DVG         | Canton supprimé       | Canton supprimé | Canton supprimé |
| Bourgoin-Jallieu-Nord         | Bernard Cottaz*              |                    | PS          | Canton supprimé       | Canton supprimé | Canton supprimé |
| Bourgoin-Jallieu-Sud          | Alain Cottalorda             |                    | PS          | Canton supprimé       | Canton supprimé | Canton supprimé |
| Bourgoin-Jallieu              | Canton créé                  | Canton créé        | Canton créé | Vincent Chriqui       |                 | UMP             |
| Bourgoin-Jallieu              | Canton créé                  | Canton créé        | Canton créé | Evelyne Michaud       |                 | UMP             |
| Chartreuse-Guiers             | Canton créé                  | Canton créé        | Canton créé | Céline Burlet         |                 | DVD             |
| Chartreuse-Guiers             | Canton créé                  | Canton créé        | Canton créé | André Gillet          |                 | DVD             |
| Charvieu-Chavagneux           | Canton créé                  | Canton créé        | Canton créé | Gérard Dézempte       |                 | UMP             |
| Charvieu-Chavagneux           | Canton créé                  | Canton créé        | Canton créé | Annick Merle          |                 | UMP             |
| Clelles                       | Pierre Gimel                 |                    | UMP         | Canton supprimé       | Canton supprimé | Canton supprimé |
| Corps                         | Fabien Mulyk                 |                    | DVD         | Canton supprimé       | Canton supprimé | Canton supprimé |
| La Côte-Saint-André           | Jean-Pierre Barbier          |                    | UMP         | Canton supprimé       | Canton supprimé | Canton supprimé |
| Crémieu                       | Annick Merle                 |                    | UMP         | Canton supprimé       | Canton supprimé | Canton supprimé |
| Domène                        | Aimée Gros*                  |                    | UMP         | Canton supprimé       | Canton supprimé | Canton supprimé |
| Échirolles-Est                | Sylvette Rochas              |                    | PCF         | Canton supprimé       | Canton supprimé | Canton supprimé |
| Échirolles-Ouest              | Elisabeth Legrand*           |                    | PCF         | Canton supprimé       | Canton supprimé | Canton supprimé |
| Échirolles                    | Canton créé                  | Canton créé        | Canton créé | Daniel Bessiron       |                 | DVG             |
| Échirolles                    | Canton créé                  | Canton créé        | Canton créé | Sylvette Rochas       |                 | PCF             |
| Eybens                        | Marc Baietto*                |                    | PS          | Canton supprimé       | Canton supprimé | Canton supprimé |
| Fontaine-Sassenage            | Yannick Belle                |                    | PS          | Canton supprimé       | Canton supprimé | Canton supprimé |
| Fontaine-Seyssinet            | Catherine Brette*            |                    | EELV        | Khadra Gaillard       |                 | PCF             |
| Fontaine-Seyssinet            | Catherine Brette*            | Guillaume Lissy    | EELV        |                       | PS              |                 |
| Fontaine-Vercors              | Canton créé                  | Canton créé        | Canton créé | Chantal Carlioz       |                 | DVD             |
| Fontaine-Vercors              | Canton créé                  | Canton créé        | Canton créé | Christian Coigné      |                 | UDI             |
| Goncelin                      | Charles Bich*                |                    | PS          | Canton supprimé       | Canton supprimé | Canton supprimé |
| Le Grand-Lemps                | Didier Rambaud               |                    | PS          | Sylvianne Colussi     |                 | DVG             |
| Le Grand-Lemps                | Didier Rambaud               | Didier Rambaud     | PS          |                       | PS              |                 |
| Grenoble-1                    | Olivier Bertrand             |                    | EELV        | Nadia Kirat           |                 | FSQP            |
| Grenoble-1                    | Olivier Bertrand             | Benjamin Trocmé    | EELV        |                       | EELV            |                 |
| Grenoble-2                    | Alain Pilaud*                |                    | PS          | Christine Crifo       |                 | PS              |
| Grenoble-2                    | Alain Pilaud*                | Pierre Ribeaud     | PS          |                       | PS              |                 |
| Grenoble-3                    | Denis Pinot*                 |                    | PS          | Olivier Bertrand      |                 | EELV            |
| Grenoble-3                    | Denis Pinot*                 | Véronique Vermorel | PS          |                       | DVG             |                 |
| Grenoble-4                    | Amandine Germain             |                    | PS          | Amandine Germain      |                 | PS              |
| Grenoble-4                    | Amandine Germain             | Jean-Loup Macé     | PS          |                       | PS              |                 |
| Grenoble-5                    | Christine Crifo              |                    | PS          | Canton supprimé       | Canton supprimé | Canton supprimé |
| Grenoble-6                    | Gisèle Perez*                |                    | PS          | Canton supprimé       | Canton supprimé | Canton supprimé |
| Haut-Grésivaudan              | Canton créé                  | Canton créé        | Canton créé | Christophe Engrand    |                 | UMP             |
| Haut-Grésivaudan              | Canton créé                  | Canton créé        | Canton créé | Martine Kohly         |                 | UDI             |
| Heyrieux                      | Thierry Auboyer              |                    | PS          | Canton supprimé       | Canton supprimé | Canton supprimé |
| L'Isle-d'Abeau                | André Colomb-Bouvard *       |                    | PS          | Raymond Feyssaguet    |                 | UDI             |
| L'Isle-d'Abeau                | André Colomb-Bouvard *       | Cathy Simon        | PS          |                       | DVD             |                 |
| Matheysine-Trièves            | Canton créé                  | Canton créé        | Canton créé | Fabien Mulyk          |                 | UDI             |
| Matheysine-Trièves            | Canton créé                  | Canton créé        | Canton créé | Frédérique Puissat    |                 | UMP             |
| Mens                          | Annette Pellegrin*           |                    | PS          | Canton supprimé       | Canton supprimé | Canton supprimé |
| Meylan                        | Jean-Claude Peyrin           |                    | UMP         | Agnès Menuel          |                 | UMP             |
| Meylan                        | Jean-Claude Peyrin           | Jean-Claude Peyrin | UMP         |                       | UMP             |                 |
| Monestier-de-Clermont         | Frédérique Puissat           |                    | UMP         | Canton supprimé       | Canton supprimé | Canton supprimé |
| Morestel                      | Christian Rival              |                    | UMP         | Annie Pourtier        |                 | UMP             |
| Morestel                      | Christian Rival              | Christian Rival    | UMP         |                       | UMP             |                 |
| Le Moyen Grésivaudan          | Canton créé                  | Canton créé        | Canton créé | Bernard Michon        |                 | PS              |
| Le Moyen Grésivaudan          | Canton créé                  | Canton créé        | Canton créé | Flavie Rebotier       |                 | PS              |
| La Mure                       | Charles Galvin               |                    | PS          | Canton supprimé       | Canton supprimé | Canton supprimé |
| Oisans-Romanche               | Canton créé                  | Canton créé        | Canton créé | Laure Quignard        |                 | PS              |
| Oisans-Romanche               | Canton créé                  | Canton créé        | Canton créé | Gilles Strappazzon    |                 | PS              |
| Le Pont-de-Beauvoisin         | Serge Revel                  |                    | DVG         | Canton supprimé       | Canton supprimé | Canton supprimé |
| Pont-de-Chéruy                | Gérard Dézempte              |                    | UMP         | Canton supprimé       | Canton supprimé | Canton supprimé |
| Le Pont-de-Claix              | Canton créé                  | Canton créé        | Canton créé | Pierre Gimel          |                 | UMP             |
| Le Pont-de-Claix              | Canton créé                  | Canton créé        | Canton créé | Sandrine Martin-Grand |                 | UMP             |
| Pont-en-Royans                | Bernard Perazio              |                    | DVD         | Canton supprimé       | Canton supprimé | Canton supprimé |
| Rives                         | Robert Veyret*               |                    | PCF         | Canton supprimé       | Canton supprimé | Canton supprimé |
| Roussillon                    | Daniel Rigaud*               |                    | PCF         | Sylvie Dézarnaud      |                 | DVD             |
| Roussillon                    | Daniel Rigaud*               | Robert Duranton    | PCF         |                       | DVD             |                 |
| Roybon                        | Marcel Bachasson*            |                    | UMP         | Canton supprimé       | Canton supprimé | Canton supprimé |
| Saint-Égrève                  | Pierre Ribeaud               |                    | PS          | Canton supprimé       | Canton supprimé | Canton supprimé |
| Saint-Étienne-de-Saint-Geoirs | René Vette*                  |                    | DVD         | Canton supprimé       | Canton supprimé | Canton supprimé |
| Saint-Geoire-en-Valdaine      | André Gillet                 |                    | DVD         | Canton supprimé       | Canton supprimé | Canton supprimé |
| Saint-Ismier                  | Lucile Ferradou              |                    | DVD         | Canton supprimé       | Canton supprimé | Canton supprimé |
| Saint-Jean-de-Bournay         | Georges Colombier*           |                    | UMP         | Canton supprimé       | Canton supprimé | Canton supprimé |
| Saint-Laurent-du-Pont         | Jacques Pichon-Martin*       |                    | DVD         | Canton supprimé       | Canton supprimé | Canton supprimé |
| Saint-Marcellin               | André Roux                   |                    | DVD         | Canton supprimé       | Canton supprimé | Canton supprimé |
| Saint-Martin-d'Hères-Nord     | René Proby*                  |                    | PCF         | Canton supprimé       | Canton supprimé | Canton supprimé |
| Saint-Martin-d'Hères-Sud      | José Arias*                  |                    | PCF         | Canton supprimé       | Canton supprimé | Canton supprimé |
| Saint-Martin-d'Hères          | Canton créé                  | Canton créé        | Canton créé | Françoise Gerbier     |                 | PCF             |
| Saint-Martin-d'Hères          | Canton créé                  | Canton créé        | Canton créé | David Queiros         |                 | PCF             |
| Le Sud Grésivaudan            | Canton créé                  | Canton créé        | Canton créé | Laura Bonnefoy        |                 | DVD             |
| Le Sud Grésivaudan            | Canton créé                  | Canton créé        | Canton créé | Bernard Perazio       |                 | DVD             |
| La Tour-du-Pin                | Pascal Payen                 |                    | PS          | Magali Guillot        |                 | DVD             |
| La Tour-du-Pin                | Pascal Payen                 | Fabien Rajon       | PS          |                       | DVD             |                 |
| Le Touvet                     | Georges Bescher*             |                    | PS          | Canton supprimé       | Canton supprimé | Canton supprimé |
| Tullins                       | André Vallini                |                    | PS          | Amélie Girerd         |                 | PS              |
| Tullins                       | André Vallini                | André Vallini      | PS          |                       | PS              |                 |
| Valbonnais                    | Alain Mistral*               |                    | PS          | Canton supprimé       | Canton supprimé | Canton supprimé |
| La Verpillière                | Denis Vernay *               |                    | PS          | Damien Michallet      |                 | UMP             |
| La Verpillière                | Denis Vernay *               | Aurélie Vernay     | PS          |                       | UMP             |                 |
| Vienne-Nord                   | Erwann Binet*                |                    | PS          | Canton supprimé       | Canton supprimé | Canton supprimé |
| Vienne-Sud                    | Jacques Thoizet*             |                    | PS          | Canton supprimé       | Canton supprimé | Canton supprimé |
| Vienne-1                      | Canton créé                  | Canton créé        | Canton créé | Erwann Binet          |                 | PS              |
| Vienne-1                      | Canton créé                  | Canton créé        | Canton créé | Carmela Lo Curto-Cino |                 | PS              |
| Vienne-2                      | Canton créé                  | Canton créé        | Canton créé | Elisabeth Celard      |                 | DVD             |
| Vienne-2                      | Canton créé                  | Canton créé        | Canton créé | Patrick Curtaud       |                 | UMP             |
| Vif                           | Brigitte Périllié            |                    | PS          | Canton supprimé       | Canton supprimé | Canton supprimé |
| Villard-de-Lans               | Chantal Carlioz              |                    | DVD         | Canton supprimé       | Canton supprimé | Canton supprimé |
| Vinay                         | Jean-Claude Coux*            |                    | PCF         | Canton supprimé       | Canton supprimé | Canton supprimé |
| Virieu                        | Daniel Vitte                 |                    | DVD         | Canton supprimé       | Canton supprimé | Canton supprimé |
| Vizille                       | Gilles Strappazzon           |                    | PS          | Canton supprimé       | Canton supprimé | Canton supprimé |
| Voiron                        | Jean-François Gaujour        |                    | PS          | Anne Gérin            |                 | UDI             |
| Voiron                        | Jean-François Gaujour        | Julien Polat       | PS          |                       | UMP             |                 |

* Conseillers généraux sortants ne se représentant pas
** Conseillers généraux sortants se représentant comme remplaçants
 

## Résultats par canton

### Canton de la Bièvre
| Candidats                                             | Candidats              | Partis      | Partis      | Premier tour | Premier tour | Second tour | Second tour |
| Candidats                                             | Candidats              | Partis      | Partis      | Voix         | %            | Voix        | %           |
| ----------------------------------------------------- | ---------------------- | ----------- | ----------- | ------------ | ------------ | ----------- | ----------- |
| 1                                                     | Myriam Laïdouini-Denis |             | EÉLV        | 1 684        | 10,88        |             |             |
| 1                                                     | Pierre Pittet          |             | DVG         | 1 684        | 10,88        |             |             |
| 2                                                     | Florian Ferre          |             | FN          | 4 921        | 31,79        | 5 193       | 36,94       |
| 2                                                     | Paulette Roure         |             | FN          | 4 921        | 31,79        | 5 193       | 36,94       |
| 3                                                     | Jean-Pierre Barbier *  |             | UMP         | 6 239        | 40,31        | 8 864       | 63,06       |
| 3                                                     | Claire Debost          |             | UMP         | 6 239        | 40,31        | 8 864       | 63,06       |
| 4                                                     | Julie Delaballe        |             | DVG         | 2 634        | 17,02        |             |             |
| 4                                                     | Jean-Pascal Vivian     |             | PS          | 2 634        | 17,02        |             |             |
|                                                       |                        |             |             |              |              |             |             |
| Inscrits                                              | Inscrits               | Inscrits    | Inscrits    | 30 934       | 100,00       | 30 933      | 100,00      |
| Abstentions                                           | Abstentions            | Abstentions | Abstentions | 14 705       | 47,54        | 14 899      | 48,17       |
| Votants                                               | Votants                | Votants     | Votants     | 16 229       | 52,46        | 16 034      | 51,83       |
| Blancs                                                | Blancs                 | Blancs      | Blancs      | 570          | 3,51         | 1 519       | 9,47        |
| Nuls                                                  | Nuls                   | Nuls        | Nuls        | 181          | 1,12         | 458         | 2,86        |
| Exprimés                                              | Exprimés               | Exprimés    | Exprimés    | 15 478       | 95,37        | 14 057      | 87,67       |
| * conseiller sortant du canton de La Côte-Saint-André |                        |             |             |              |              |             |             |

### Canton de Bourgoin-Jallieu
| Candidats                                              | Candidats            | Partis      | Partis      | Premier tour | Premier tour | Second tour | Second tour |
| Candidats                                              | Candidats            | Partis      | Partis      | Voix         | %            | Voix        | %           |
| ------------------------------------------------------ | -------------------- | ----------- | ----------- | ------------ | ------------ | ----------- | ----------- |
| 1                                                      | Olivier Chanel       |             | SE          | 931          | 5,97         |             |             |
| 1                                                      | Sylvie Durand        |             | SE          | 931          | 5,97         |             |             |
| 2                                                      | Alain Cottalorda *   |             | PS          | 3 541        | 22,69        |             |             |
| 2                                                      | Meryem Yilmaz        |             | DVG         | 3 541        | 22,69        |             |             |
| 3                                                      | Vincent Chriqui      |             | UMP         | 5 134        | 32,90        | 9 501       | 66,62       |
| 3                                                      | Evelyne Michaud      |             | UMP         | 5 134        | 32,90        | 9 501       | 66,62       |
| 4                                                      | Georges Auspitz      |             | PG          | 803          | 5,15         |             |             |
| 4                                                      | Leslie Goussault     |             | DVG         | 803          | 5,15         |             |             |
| 5                                                      | Frédérique Penavaire |             | PCF         | 984          | 6,31         |             |             |
| 5                                                      | Mehdi Sahraoui       |             | DVG         | 984          | 6,31         |             |             |
| 6                                                      | Robert Arlaud        |             | FN          | 4 213        | 27,00        | 4 760       | 33,38       |
| 6                                                      | Michèle Greck        |             | FN          | 4 213        | 27,00        | 4 760       | 33,38       |
|                                                        |                      |             |             |              |              |             |             |
| Inscrits                                               | Inscrits             | Inscrits    | Inscrits    | 34 147       | 100,00       | 34 056      | 100,00      |
| Abstentions                                            | Abstentions          | Abstentions | Abstentions | 18 009       | 52,74        | 18 072      | 53,07       |
| Votants                                                | Votants              | Votants     | Votants     | 16 138       | 47,26        | 15 984      | 46,93       |
| Blancs                                                 | Blancs               | Blancs      | Blancs      | 400          | 2,48         | 1 282       | 8,02        |
| Nuls                                                   | Nuls                 | Nuls        | Nuls        | 132          | 0,82         | 441         | 2,76        |
| Exprimés                                               | Exprimés             | Exprimés    | Exprimés    | 15 606       | 96,70        | 14 261      | 89,22       |
| * conseiller sortant du canton de Bourgoin-Jallieu-Sud |                      |             |             |              |              |             |             |

### Canton de Chartreuse-Guiers
| Candidats | Candidats              | Partis      | Partis      | Premier tour | Premier tour | Second tour | Second tour |
| Candidats | Candidats              | Partis      | Partis      | Voix         | %            | Voix        | %           |
| --- | ---------------------- | ----------- | ----------- | ------------ | ------------ | ----------- | ----------- |
| 1 | Léo Justel             |             | EÉLV        | 825          | 6,82         |             |             |
| 1 | Nicole Pignard-Marthod |             | PG          | 825          | 6,82         |             |             |
| 2 | Véronique Giulivi      |             | DVG         | 2 973        | 24,56        |             |             |
| 2 | Serge Revel *          |             | DVG         | 2 973        | 24,56        |             |             |
| 3 | Nadine Coquillat       |             | PCF         | 881          | 7,28         |             |             |
| 3 | Benjamin Gastaldello   |             | DVG         | 881          | 7,28         |             |             |
| 4 | Céline Burlet          |             | DVD         | 3 480        | 28,75        | 6 888       | 61,21       |
| 4 | André Gillet **        |             | DVD         | 3 480        | 28,75        | 6 888       | 61,21       |
| 5 | Damien Berthelemy      |             | FN          | 3 945        | 32,59        | 4 365       | 38,79       |
| 5 | Muriel Burgaz          |             | FN          | 3 945        | 32,59        | 4 365       | 38,79       |
| |                        |             |             |              |              |             |             |
| Inscrits | Inscrits               | Inscrits    | Inscrits    | 24 538       | 100,00       | 24 541      | 100,00      |
| Abstentions | Abstentions            | Abstentions | Abstentions | 11 959       | 48,74        | 11 916      | 48,56       |
| Votants | Votants                | Votants     | Votants     | 12 579       | 51,26        | 12 625      | 51,44       |
| Blancs | Blancs                 | Blancs      | Blancs      | 363          | 2,89         | 1 070       | 8,48        |
| Nuls | Nuls                   | Nuls        | Nuls        | 112          | 0,89         | 302         | 2,39        |
| Exprimés | Exprimés               | Exprimés    | Exprimés    | 12 104       | 96,22        | 11 253      | 89,13       |
| * conseiller sortant du canton du Pont-de-Beauvoisin ** conseiller sortant du canton de Saint-Geoire-en-Valdaine |                        |             |             |              |              |             |             |

### Canton de Charvieu-Chavagneux
| Candidats                                                                                     | Candidats                | Partis      | Partis      | Premier tour | Premier tour | Second tour | Second tour |
| Candidats                                                                                     | Candidats                | Partis      | Partis      | Voix         | %            | Voix        | %           |
| --------------------------------------------------------------------------------------------- | ------------------------ | ----------- | ----------- | ------------ | ------------ | ----------- | ----------- |
| 1                                                                                             | Gérard Dézempte *        |             | UMP         | 4 706        | 31,86        | 8 255       | 58,52       |
| 1                                                                                             | Annick Merle **          |             | UMP         | 4 706        | 31,86        | 8 255       | 58,52       |
| 2                                                                                             | Mireille d'Ornano        |             | FN          | 5 247        | 35,52        | 5 852       | 41,48       |
| 2                                                                                             | Eric Guironnet de Massas |             | FN          | 5 247        | 35,52        | 5 852       | 41,48       |
| 3                                                                                             | Bernard Bourgier         |             | PCF         | 871          | 5,90         |             |             |
| 3                                                                                             | Cécile Dhainaut          |             | PCF         | 871          | 5,90         |             |             |
| 4                                                                                             | Jean-Yves Brenier        |             | DVG         | 3 189        | 21,59        |             |             |
| 4                                                                                             | Hélène Marchand          |             | DVG         | 3 189        | 21,59        |             |             |
| 5                                                                                             | Isabelle Sadeski         |             | AEI         | 759          | 5,14         |             |             |
| 5                                                                                             | Noël Scholer             |             | AEI         | 759          | 5,14         |             |             |
|                                                                                               |                          |             |             |              |              |             |             |
| Inscrits                                                                                      | Inscrits                 | Inscrits    | Inscrits    | 34 567       | 100,00       | 34 567      | 100,00      |
| Abstentions                                                                                   | Abstentions              | Abstentions | Abstentions | 19 358       | 56,00        | 18 852      | 54,54       |
| Votants                                                                                       | Votants                  | Votants     | Votants     | 15 209       | 44,00        | 15 715      | 45,46       |
| Blancs                                                                                        | Blancs                   | Blancs      | Blancs      | 331          | 2,18         | 1 227       | 7,81        |
| Nuls                                                                                          | Nuls                     | Nuls        | Nuls        | 106          | 0,70         | 381         | 2,42        |
| Exprimés                                                                                      | Exprimés                 | Exprimés    | Exprimés    | 14 772       | 97,13        | 14 107      | 89,77       |
| * conseiller sortant du canton de Pont-de-Chéruy ** conseillère sortante du canton de Crémieu |                          |             |             |              |              |             |             |

### Canton d'Échirolles
| Candidats                                         | Candidats           | Partis      | Partis      | Premier tour | Premier tour | Second tour | Second tour |
| Candidats                                         | Candidats           | Partis      | Partis      | Voix         | %            | Voix        | %           |
| ------------------------------------------------- | ------------------- | ----------- | ----------- | ------------ | ------------ | ----------- | ----------- |
| 1                                                 | Christophe Chagnon  |             | EXD         | 101          | 0,84         |             |             |
| 1                                                 | Marie-France Veyret |             | EXD         | 101          | 0,84         |             |             |
| 2                                                 | Christine Pierre    |             | DVG         | 1 881        | 15,72        |             |             |
| 2                                                 | Olivier Royer       |             | EÉLV        | 1 881        | 15,72        |             |             |
| 3                                                 | Daniel Bessiron     |             | DVG         | 4 223        | 35,28        | 7 560       | 63,43       |
| 3                                                 | Sylvette Rochas *   |             | PCF         | 4 223        | 35,28        | 7 560       | 63,43       |
| 4                                                 | Thibault Leroy      |             | UMP         | 2 488        | 20,79        |             |             |
| 4                                                 | Magalie Vicente     |             | UMP         | 2 488        | 20,79        |             |             |
| 5                                                 | Alexis Jolly        |             | FN          | 3 276        | 27,37        | 4 359       | 36,57       |
| 5                                                 | Marie-Agnès Vouriot |             | FN          | 3 276        | 27,37        | 4 359       | 36,57       |
|                                                   |                     |             |             |              |              |             |             |
| Inscrits                                          | Inscrits            | Inscrits    | Inscrits    | 27 832       | 100,00       | 27 932      | 100,00      |
| Abstentions                                       | Abstentions         | Abstentions | Abstentions | 15 389       | 55,29        | 14 832      | 53,10       |
| Votants                                           | Votants             | Votants     | Votants     | 12 443       | 44,71        | 13 100      | 46,90       |
| Blancs                                            | Blancs              | Blancs      | Blancs      | 323          | 2,60         | 879         | 6,71        |
| Nuls                                              | Nuls                | Nuls        | Nuls        | 151          | 1,21         | 302         | 2,31        |
| Exprimés                                          | Exprimés            | Exprimés    | Exprimés    | 11 969       | 96,19        | 11 919      | 90,98       |
| * conseillère sortante du canton d'Échirolles-Est |                     |             |             |              |              |             |             |

### Canton de Fontaine-Seyssinet
| Candidats   | Candidats             | Partis      | Partis      | Premier tour | Premier tour | Second tour | Second tour |
| Candidats   | Candidats             | Partis      | Partis      | Voix         | %            | Voix        | %           |
| ----------- | --------------------- | ----------- | ----------- | ------------ | ------------ | ----------- | ----------- |
| 1           | Emmanuelle Bibard     |             | DVG         | 1 659        | 12,94        |             |             |
| 1           | François Jabin        |             | PG          | 1 659        | 12,94        |             |             |
| 2           | Khadra Gaillard       |             | PCF         | 4 681        | 36,50        | 6 490       | 53,46       |
| 2           | Guillaume Lissy       |             | PS          | 4 681        | 36,50        | 6 490       | 53,46       |
| 3           | Marie Étévé           |             | FN          | 3 112        | 24,27        |             |             |
| 3           | Jean-Marie Petitgrand |             | FN          | 3 112        | 24,27        |             |             |
| 4           | François Gilabert     |             | UDI         | 3 371        | 26,29        | 5 650       | 46,54       |
| 4           | Marie-Noëlle Strecker |             | DVD         | 3 371        | 26,29        | 5 650       | 46,54       |
|             |                       |             |             |              |              |             |             |
| Inscrits    | Inscrits              | Inscrits    | Inscrits    | 26 271       | 100,00       | 26 277      | 100,00      |
| Abstentions | Abstentions           | Abstentions | Abstentions | 12 939       | 49,25        | 13 182      | 50,17       |
| Votants     | Votants               | Votants     | Votants     | 13 332       | 50,75        | 13 095      | 49,83       |
| Blancs      | Blancs                | Blancs      | Blancs      | 361          | 2,71         | 660         | 5,04        |
| Nuls        | Nuls                  | Nuls        | Nuls        | 148          | 1,11         | 295         | 2,25        |
| Exprimés    | Exprimés              | Exprimés    | Exprimés    | 12 823       | 96,18        | 12 140      | 92,71       |

### Canton de Fontaine-Vercors
| Candidats                                                                                                 | Candidats               | Partis      | Partis      | Premier tour | Premier tour | Second tour | Second tour |
| Candidats                                                                                                 | Candidats               | Partis      | Partis      | Voix         | %            | Voix        | %           |
| --- | ----------------------- | ----------- | ----------- | ------------ | ------------ | ----------- | ----------- |
| 1 | Michel Barrionuevo      |             | PCF         | 962          | 7,02         |             |             |
| 1 | Muriel Chaffard         |             | PCF         | 962          | 7,02         |             |             |
| 2 | Luc Gerbaux             |             | ND          | 1 637        | 11,95        |             |             |
| 2 | Valérie Mouton          |             | ND          | 1 637        | 11,95        |             |             |
| 3 | Yannick Belle *         |             | PS          | 3 348        | 24,45        | 5 748       | 43,96       |
| 3 | Jackie Bonnieu-Devaluez |             | DVG         | 3 348        | 24,45        | 5 748       | 43,96       |
| 4 | Quentin Faure           |             | FN          | 2 626        | 19,17        |             |             |
| 4 | Apolline Grimaldi       |             | FN          | 2 626        | 19,17        |             |             |
| 5 | Chantal Carlioz **      |             | DVD         | 5 123        | 37,41        | 7 329       | 56,04       |
| 5 | Christian Coigné        |             | UDI         | 5 123        | 37,41        | 7 329       | 56,04       |
| |                         |             |             |              |              |             |             |
| Inscrits                                                                                                  | Inscrits                | Inscrits    | Inscrits    | 27 624       | 100,00       | 27 625      | 100,00      |
| Abstentions                                                                                               | Abstentions             | Abstentions | Abstentions | 13 566       | 49,11        | 13 728      | 49,69       |
| Votants                                                                                                   | Votants                 | Votants     | Votants     | 14 058       | 50,89        | 13 897      | 50,31       |
| Blancs | Blancs                  | Blancs      | Blancs      | 269          | 1,91         | 587         | 4,22        |
| Nuls | Nuls                    | Nuls        | Nuls        | 93           | 0,66         | 233         | 1,68        |
| Exprimés                                                                                                  | Exprimés                | Exprimés    | Exprimés    | 13 696       | 97,42        | 13 077      | 94,10       |
| * conseiller sortant du canton de Fontaine-Sassenage ** conseillère sortante du canton de Villard-de-Lans |                         |             |             |              |              |             |             |

### Canton du Grand-Lemps
| Candidats                                                                               | Candidats             | Partis      | Partis      | Premier tour | Premier tour | Second tour | Second tour |
| Candidats                                                                               | Candidats             | Partis      | Partis      | Voix         | %            | Voix        | %           |
| --------------------------------------------------------------------------------------- | --------------------- | ----------- | ----------- | ------------ | ------------ | ----------- | ----------- |
| 1                                                                                       | Sylvianne Colussi     |             | DVG         | 4 041        | 30,63        | 5 399       | 39,21       |
| 1                                                                                       | Didier Rambaud *      |             | PS          | 4 041        | 30,63        | 5 399       | 39,21       |
| 2                                                                                       | Béatrice Janin-Gadoux |             | DVD         | 3 857        | 29,23        | 4 637       | 33,68       |
| 2                                                                                       | Daniel Vitte **       |             | DVD         | 3 857        | 29,23        | 4 637       | 33,68       |
| 3                                                                                       | José Nickel           |             | EÉLV        | 1 395        | 10,57        |             |             |
| 3                                                                                       | Christine Vigne       |             | DVG         | 1 395        | 10,57        |             |             |
| 4                                                                                       | Jean-Charles Genin    |             | FN          | 3 901        | 29,57        | 3 733       | 27,11       |
| 4                                                                                       | Manon Jimenez         |             | FN          | 3 901        | 29,57        | 3 733       | 27,11       |
|                                                                                         |                       |             |             |              |              |             |             |
| Inscrits                                                                                | Inscrits              | Inscrits    | Inscrits    | 25 468       | 100,00       | 25 468      | 100,00      |
| Abstentions                                                                             | Abstentions           | Abstentions | Abstentions | 11 800       | 46,33        | 11 256      | 44,20       |
| Votants                                                                                 | Votants               | Votants     | Votants     | 13 668       | 53,67        | 14 212      | 55,80       |
| Blancs                                                                                  | Blancs                | Blancs      | Blancs      | 355          | 2,60         | 314         | 2,21        |
| Nuls                                                                                    | Nuls                  | Nuls        | Nuls        | 119          | 0,87         | 129         | 0,91        |
| Exprimés                                                                                | Exprimés              | Exprimés    | Exprimés    | 13 194       | 96,53        | 13 769      | 96,88       |
| * conseiller sortant du canton du Grand-Lemps ** conseiller sortant du canton de Virieu |                       |             |             |              |              |             |             |

### Canton de Grenoble-1
| Candidats   | Candidats            | Partis      | Partis      | Premier tour | Premier tour | Second tour | Second tour |
| Candidats   | Candidats            | Partis      | Partis      | Voix         | %            | Voix        | %           |
| ----------- | -------------------- | ----------- | ----------- | ------------ | ------------ | ----------- | ----------- |
| 1           | Alain Bonnet         |             | DLF         | 425          | 4,05         |             |             |
| 1           | Pascale Sedelac      |             | DLF         | 425          | 4,05         |             |             |
| 2           | Nadia Kirat          |             | FSQP        | 3 305        | 31,49        | 4 284       | 57,33       |
| 2           | Benjamin Trocmé      |             | EÉLV        | 3 305        | 31,49        | 4 284       | 57,33       |
| 3           | Vincent Barbier      |             | UMP         | 1 939        | 18,48        |             |             |
| 3           | Nassera Soufi        |             | UDI         | 1 939        | 18,48        |             |             |
| 4           | Pascal Garcia        |             | PS          | 2 447        | 23,32        | 3 189       | 42,67       |
| 4           | Hakima Necib         |             | DVG         | 2 447        | 23,32        | 3 189       | 42,67       |
| 5           | Eléonore Bidal       |             | PCF         | 486          | 4,63         |             |             |
| 5           | Michel Grégot        |             | PCF         | 486          | 4,63         |             |             |
| 6           | Irène Gomez Martinez |             | FN          | 1 893        | 18,04        |             |             |
| 6           | Jérémie Lopez        |             | FN          | 1 893        | 18,04        |             |             |
|             |                      |             |             |              |              |             |             |
| Inscrits    | Inscrits             | Inscrits    | Inscrits    | 23 205       | 100,00       | 23 205      | 100,00      |
| Abstentions | Abstentions          | Abstentions | Abstentions | 12 340       | 53,18        | 13 930      | 60,03       |
| Votants     | Votants              | Votants     | Votants     | 10 865       | 46,82        | 9 275       | 39,97       |
| Blancs      | Blancs               | Blancs      | Blancs      | 248          | 2,28         | 1 359       | 14,65       |
| Nuls        | Nuls                 | Nuls        | Nuls        | 122          | 1,12         | 443         | 4,78        |
| Exprimés    | Exprimés             | Exprimés    | Exprimés    | 10 495       | 96,59        | 7 473       | 80,57       |

### Canton de Grenoble-2
| Candidats                                                                                      | Candidats               | Partis      | Partis      | Premier tour | Premier tour | Second tour | Second tour |
| Candidats                                                                                      | Candidats               | Partis      | Partis      | Voix         | %            | Voix        | %           |
| ---------------------------------------------------------------------------------------------- | ----------------------- | ----------- | ----------- | ------------ | ------------ | ----------- | ----------- |
| 1                                                                                              | Nathalie Beranger       |             | UMP         | 3 798        | 26,00        | 5 864       | 42,95       |
| 1                                                                                              | Stéphane Dupont-Ferrier |             | UMP         | 3 798        | 26,00        | 5 864       | 42,95       |
| 2                                                                                              | Christine Crifo *       |             | PS          | 4 317        | 29,55        | 7 788       | 57,05       |
| 2                                                                                              | Pierre Ribeaud **       |             | PS          | 4 317        | 29,55        | 7 788       | 57,05       |
| 3                                                                                              | Frédérick Pruss         |             | SE          | 6            | 0,04         |             |             |
| 3                                                                                              | Mylène Sancho           |             | SE          | 6            | 0,04         |             |             |
| 4                                                                                              | Céline Perdigon         |             | DLF         | 270          | 1,85         |             |             |
| 4                                                                                              | Pascal Vitale           |             | DLF         | 270          | 1,85         |             |             |
| 5                                                                                              | Claude Boussalem        |             | FN          | 2 291        | 15,68        |             |             |
| 5                                                                                              | Caroline Mainguy        |             | FN          | 2 291        | 15,68        |             |             |
| 6                                                                                              | Laurent Amadieu         |             | EÉLV        | 3 325        | 22,76        |             |             |
| 6                                                                                              | Lætitia Boulle          |             | ND          | 3 325        | 22,76        |             |             |
| 7                                                                                              | Mariano Beron-Perez     |             | PCF         | 602          | 4,12         |             |             |
| 7                                                                                              | Sylvie Guinand          |             | PCF         | 602          | 4,12         |             |             |
|                                                                                                |                         |             |             |              |              |             |             |
| Inscrits                                                                                       | Inscrits                | Inscrits    | Inscrits    | 30 441       | 100,00       | 30 443      | 100,00      |
| Abstentions                                                                                    | Abstentions             | Abstentions | Abstentions | 15 388       | 50,55        | 15 826      | 51,99       |
| Votants                                                                                        | Votants                 | Votants     | Votants     | 15 053       | 49,45        | 14 617      | 48,01       |
| Blancs                                                                                         | Blancs                  | Blancs      | Blancs      | 291          | 1,93         | 696         | 4,76        |
| Nuls                                                                                           | Nuls                    | Nuls        | Nuls        | 153          | 1,02         | 269         | 1,84        |
| Exprimés                                                                                       | Exprimés                | Exprimés    | Exprimés    | 14 609       | 97,05        | 13 652      | 93,40       |
| * conseillère sortante du canton de Grenoble-5 ** conseiller sortant du canton de Saint-Égrève |                         |             |             |              |              |             |             |

### Canton de Grenoble-3
| Candidats                                    | Candidats              | Partis      | Partis      | Premier tour | Premier tour | Second tour | Second tour |
| Candidats                                    | Candidats              | Partis      | Partis      | Voix         | %            | Voix        | %           |
| -------------------------------------------- | ---------------------- | ----------- | ----------- | ------------ | ------------ | ----------- | ----------- |
| 1                                            | Olivier Bertrand *     |             | EÉLV        | 3 199        | 28,47        | 4 551       | 55,82       |
| 1                                            | Véronique Vermorel     |             | DVG         | 3 199        | 28,47        | 4 551       | 55,82       |
| 2                                            | Lahcen Benmaza         |             | SE          | 335          | 2,98         |             |             |
| 2                                            | Camélia Ghamni         |             | SE          | 335          | 2,98         |             |             |
| 3                                            | Pierre Arnaud          |             | DVG         | 2 637        | 23,47        | 3 602       | 44,18       |
| 3                                            | Laure Masson           |             | PS          | 2 637        | 23,47        | 3 602       | 44,18       |
| 4                                            | Ghislaine Monfort      |             | DLF         | 299          | 2,66         |             |             |
| 4                                            | Nicolas Vital          |             | DLF         | 299          | 2,66         |             |             |
| 5                                            | Alexandre Faury        |             | FN          | 1 856        | 16,52        |             |             |
| 5                                            | Doris Schneider        |             | FN          | 1 856        | 16,52        |             |             |
| 6                                            | Sophie Mazenot-Chappuy |             | PCF         | 587          | 5,22         |             |             |
| 6                                            | Patrice Voir           |             | PCF         | 587          | 5,22         |             |             |
| 7                                            | Marguerite Bon         |             | UDI         | 2 322        | 20,67        |             |             |
| 7                                            | François Tarantini     |             | UMP         | 2 322        | 20,67        |             |             |
|                                              |                        |             |             |              |              |             |             |
| Inscrits                                     | Inscrits               | Inscrits    | Inscrits    | 25 752       | 100,00       | 25 752      | 100,00      |
| Abstentions                                  | Abstentions            | Abstentions | Abstentions | 14 117       | 54,82        | 15 691      | 60,93       |
| Votants                                      | Votants                | Votants     | Votants     | 11 635       | 45,18        | 10 061      | 39,07       |
| Blancs                                       | Blancs                 | Blancs      | Blancs      | 225          | 1,93         | 1 444       | 14,35       |
| Nuls                                         | Nuls                   | Nuls        | Nuls        | 175          | 1,50         | 464         | 4,61        |
| Exprimés                                     | Exprimés               | Exprimés    | Exprimés    | 11 235       | 96,56        | 8 153       | 81,04       |
| * conseiller sortant du canton de Grenoble-1 |                        |             |             |              |              |             |             |

### Canton de Grenoble-4
| Candidats                                      | Candidats                 | Partis      | Partis      | Premier tour | Premier tour | Second tour | Second tour |
| Candidats                                      | Candidats                 | Partis      | Partis      | Voix         | %            | Voix        | %           |
| ---------------------------------------------- | ------------------------- | ----------- | ----------- | ------------ | ------------ | ----------- | ----------- |
| 1                                              | Serge Benito              |             | PCF         | 415          | 4,17         |             |             |
| 1                                              | Marie-France Monery       |             | PCF         | 415          | 4,17         |             |             |
| 2                                              | Amelle Boffard            |             | UDI         | 2 050        | 20,59        |             |             |
| 2                                              | Nicolas Pinel             |             | UDI         | 2 050        | 20,59        |             |             |
| 3                                              | Anne Barrabé              |             | DIV         | 9            | 0,09         |             |             |
| 3                                              | François-Marie Périer     |             | DIV         | 9            | 0,09         |             |             |
| 4                                              | Amandine Germain *        |             | PS          | 2 714        | 27,26        | 3 721       | 52,87       |
| 4                                              | Jean-Loup Macé            |             | PS          | 2 714        | 27,26        | 3 721       | 52,87       |
| 5                                              | Pierrette Barbier-Catelin |             | DLF         | 360          | 3,62         |             |             |
| 5                                              | Bruno Catelin             |             | DLF         | 360          | 3,62         |             |             |
| 6                                              | Salima Djidel             |             | DVG         | 2 450        | 24,61        | 3 317       | 47,13       |
| 6                                              | Alain Dontaine            |             | PG          | 2 450        | 24,61        | 3 317       | 47,13       |
| 7                                              | Nathalie Faure            |             | FN          | 1 958        | 19,67        |             |             |
| 7                                              | Xavier Roussel            |             | FN          | 1 958        | 19,67        |             |             |
|                                                |                           |             |             |              |              |             |             |
| Inscrits                                       | Inscrits                  | Inscrits    | Inscrits    | 23 736       | 100,00       | 23 736      | 100,00      |
| Abstentions                                    | Abstentions               | Abstentions | Abstentions | 13 424       | 56,56        | 14 885      | 62,71       |
| Votants                                        | Votants                   | Votants     | Votants     | 10312        | 43,44        | 8 851       | 37,29       |
| Blancs                                         | Blancs                    | Blancs      | Blancs      | 232          | 2,25         | 1 311       | 14,81       |
| Nuls                                           | Nuls                      | Nuls        | Nuls        | 124          | 1,20         | 502         | 5,67        |
| Exprimés                                       | Exprimés                  | Exprimés    | Exprimés    | 9 956        | 96,55        | 7 038       | 79,52       |
| * conseillère sortante du canton de Grenoble-4 |                           |             |             |              |              |             |             |

### Canton du Haut-Grésivaudan
| Candidats   | Candidats               | Partis      | Partis      | Premier tour | Premier tour | Second tour | Second tour |
| Candidats   | Candidats               | Partis      | Partis      | Voix         | %            | Voix        | %           |
| ----------- | ----------------------- | ----------- | ----------- | ------------ | ------------ | ----------- | ----------- |
| 1           | Roger Cohard            |             | PCF         | 4 021        | 26,16        | 6 697       | 47,23       |
| 1           | Florence Guesdon        |             | PS          | 4 021        | 26,16        | 6 697       | 47,23       |
| 2           | Patrick Le Cavelier     |             | FN          | 3 811        | 24,80        |             |             |
| 2           | Marie-Louise Pennel     |             | FN          | 3 811        | 24,80        |             |             |
| 3           | Christophe Engrand      |             | UMP         | 4 450        | 28,96        | 7 483       | 52,77       |
| 3           | Martine Kohly           |             | UDI         | 4 450        | 28,96        | 7 483       | 52,77       |
| 4           | Véronique Fernandez     |             | EÉLV        | 2 350        | 15,29        |             |             |
| 4           | Jean-Christophe Grenier |             | ND          | 2 350        | 15,29        |             |             |
| 5           | Xavier Denizot          |             | DVG         | 736          | 4,79         |             |             |
| 5           | Monique Greco           |             | DVG         | 736          | 4,79         |             |             |
|             |                         |             |             |              |              |             |             |
| Inscrits    | Inscrits                | Inscrits    | Inscrits    | 31 085       | 100,00       | 31 085      | 100,00      |
| Abstentions | Abstentions             | Abstentions | Abstentions | 15 172       | 48,81        | 15 646      | 50,33       |
| Votants     | Votants                 | Votants     | Votants     | 15 913       | 51,19        | 15 439      | 49,67       |
| Blancs      | Blancs                  | Blancs      | Blancs      | 412          | 2,59         | 910         | 5,89        |
| Nuls        | Nuls                    | Nuls        | Nuls        | 133          | 0,84         | 349         | 2,26        |
| Exprimés    | Exprimés                | Exprimés    | Exprimés    | 15 368       | 96,58        | 14 180      | 91,85       |

### Canton de L'Isle-d'Abeau
| Candidats   | Candidats                 | Partis      | Partis      | Premier tour | Premier tour | Second tour | Second tour |
| Candidats   | Candidats                 | Partis      | Partis      | Voix         | %            | Voix        | %           |
| ----------- | ------------------------- | ----------- | ----------- | ------------ | ------------ | ----------- | ----------- |
| 1           | Marion Piot               |             | FN          | 4 103        | 32,51        | 4 594       | 37,31       |
| 1           | Antonin Sabatier          |             | FN          | 4 103        | 32,51        | 4 594       | 37,31       |
| 2           | Thierry Monchatre-Jacquot |             | PG          | 1 573        | 12,47        |             |             |
| 2           | Céline Thomas             |             | ND          | 1 573        | 12,47        |             |             |
| 3           | Raymond Feyssaguet        |             | UDI         | 3 921        | 31,07        | 7 720       | 62,69       |
| 3           | Cathy Simon               |             | DVD         | 3 921        | 31,07        | 7 720       | 62,69       |
| 4           | Joëlle Huillier           |             | PS          | 3 022        | 23,95        |             |             |
| 4           | Cyril Marion              |             | PRG         | 3 022        | 23,95        |             |             |
|             |                           |             |             |              |              |             |             |
| Inscrits    | Inscrits                  | Inscrits    | Inscrits    | 32 046       | 100,00       | 32 047      | 100,00      |
| Abstentions | Abstentions               | Abstentions | Abstentions | 18 884       | 58,93        | 18 449      | 57,57       |
| Votants     | Votants                   | Votants     | Votants     | 13 162       | 41,07        | 13 598      | 42,43       |
| Blancs      | Blancs                    | Blancs      | Blancs      | 355          | 2,70         | 950         | 6,99        |
| Nuls        | Nuls                      | Nuls        | Nuls        | 188          | 1,43         | 334         | 2,46        |
| Exprimés    | Exprimés                  | Exprimés    | Exprimés    | 12 619       | 95,87        | 12 314      | 90,5        |

### Canton de Matheysine-Trièves
| Candidats | Candidats             | Partis      | Partis      | Premier tour | Premier tour | Second tour | Second tour |
| Candidats | Candidats             | Partis      | Partis      | Voix         | %            | Voix        | %           |
| --- | --------------------- | ----------- | ----------- | ------------ | ------------ | ----------- | ----------- |
| 1 | Benjamin Aubernon     |             | FN          | 2 281        | 17,02        |             |             |
| 1 | Alison Olagnon        |             | FN          | 2 281        | 17,02        |             |             |
| 2 | Gaëlle Garibaldi      |             | DVG         | 2 151        | 16,05        |             |             |
| 2 | Guillaume Gontard     |             | DVG         | 2 151        | 16,05        |             |             |
| 3 | Fabien Mulyk *        |             | UDI         | 6 098        | 45,50        | 7 818       | 63,09       |
| 3 | Frédérique Puissat ** |             | UMP         | 6 098        | 45,50        | 7 818       | 63,09       |
| 4 | Charles Galvin ***    |             | PS          | 2 873        | 21,44        | 4 574       | 36,91       |
| 4 | Chrystel Riondet      |             | PS          | 2 873        | 21,44        | 4 574       | 36,91       |
| |                       |             |             |              |              |             |             |
| Inscrits | Inscrits              | Inscrits    | Inscrits    | 23 415       | 100,00       | 23 416      | 100,00      |
| Abstentions | Abstentions           | Abstentions | Abstentions | 9 606        | 41,02        | 10 034      | 42,85       |
| Votants | Votants               | Votants     | Votants     | 13 809       | 58,98        | 13 382      | 57,15       |
| Blancs | Blancs                | Blancs      | Blancs      | 294          | 2,13         | 694         | 5,19        |
| Nuls | Nuls                  | Nuls        | Nuls        | 112          | 0,81         | 296         | 2,21        |
| Exprimés | Exprimés              | Exprimés    | Exprimés    | 13 403       | 97,06        | 12 392      | 92,60       |
| * conseiller sortant du canton de Corps ** conseillère sortante du canton de Monestier-de-Clermont *** conseiller sortant du canton de La Mure |                       |             |             |              |              |             |             |

### Canton de Meylan
| Candidats                                | Candidats                | Partis      | Partis      | Premier tour | Premier tour | Second tour | Second tour |
| Candidats                                | Candidats                | Partis      | Partis      | Voix         | %            | Voix        | %           |
| ---------------------------------------- | ------------------------ | ----------- | ----------- | ------------ | ------------ | ----------- | ----------- |
| 1                                        | Olivier Amos             |             | FN          | 2 852        | 16,64        |             |             |
| 1                                        | Marie De Kervereguin     |             | FN          | 2 852        | 16,64        |             |             |
| 2                                        | Agnès Menuel             |             | UMP         | 6 785        | 39,59        | 9 487       | 56,48       |
| 2                                        | Jean-Claude Peyrin *     |             | UMP         | 6 785        | 39,59        | 9 487       | 56,48       |
| 3                                        | Agnès Rolin              |             | DVG         | 5 094        | 29,72        | 7 311       | 43,52       |
| 3                                        | Olivier Véran            |             | PS          | 5 094        | 29,72        | 7 311       | 43,52       |
| 4                                        | Monique Fraysse-Guiglini |             | DVG         | 2 407        | 14,04        |             |             |
| 4                                        | Pierre Lézier            |             | EÉLV        | 2 407        | 14,04        |             |             |
|                                          |                          |             |             |              |              |             |             |
| Inscrits                                 | Inscrits                 | Inscrits    | Inscrits    | 33 634       | 100,00       | 33 633      | 100,00      |
| Abstentions                              | Abstentions              | Abstentions | Abstentions | 15 864       | 47,17        | 15 714      | 46,72       |
| Votants                                  | Votants                  | Votants     | Votants     | 17 770       | 52,83        | 17 919      | 53,28       |
| Blancs                                   | Blancs                   | Blancs      | Blancs      | 552          | 3,11         | 948         | 5,29        |
| Nuls                                     | Nuls                     | Nuls        | Nuls        | 80           | 0,45         | 173         | 0,97        |
| Exprimés                                 | Exprimés                 | Exprimés    | Exprimés    | 17 138       | 96,44        | 16 798      | 93,74       |
| * conseiller sortant du canton de Meylan |                          |             |             |              |              |             |             |

### Canton de Morestel
| Candidats                                  | Candidats         | Partis      | Partis      | Premier tour | Premier tour | Second tour | Second tour |
| Candidats                                  | Candidats         | Partis      | Partis      | Voix         | %            | Voix        | %           |
| ------------------------------------------ | ----------------- | ----------- | ----------- | ------------ | ------------ | ----------- | ----------- |
| 1                                          | Gérald Reveyrand  |             | PS          | 2 895        | 23,94        |             |             |
| 1                                          | Monique Thévenot  |             | PS          | 2 895        | 23,94        |             |             |
| 2                                          | Michelle Boyer    |             | FN          | 4 542        | 37,56        | 4 884       | 41,87       |
| 2                                          | Alain Breuil      |             | FN          | 4 542        | 37,56        | 4 884       | 41,87       |
| 3                                          | Fabienne Bizolon  |             | DLF         | 502          | 4,15         |             |             |
| 3                                          | Olivier Bizolon   |             | DLF         | 502          | 4,15         |             |             |
| 4                                          | Annie Pourtier    |             | UMP         | 4 155        | 34,36        | 6 782       | 58,13       |
| 4                                          | Christian Rival * |             | UMP         | 4 155        | 34,36        | 6 782       | 58,13       |
|                                            |                   |             |             |              |              |             |             |
| Inscrits                                   | Inscrits          | Inscrits    | Inscrits    | 25 878       | 100,00       | 25 846      | 100,00      |
| Abstentions                                | Abstentions       | Abstentions | Abstentions | 13 250       | 51,20        | 13 083      | 50,62       |
| Votants                                    | Votants           | Votants     | Votants     | 12 628       | 48,80        | 12 763      | 49,38       |
| Blancs                                     | Blancs            | Blancs      | Blancs      | 411          | 3,25         | 840         | 6,58        |
| Nuls                                       | Nuls              | Nuls        | Nuls        | 123          | 0,97         | 257         | 2,01        |
| Exprimés                                   | Exprimés          | Exprimés    | Exprimés    | 12 094       | 95,77        | 11 666      | 91,40       |
| * conseiller sortant du canton de Morestel |                   |             |             |              |              |             |             |

### Canton du Moyen Grésivaudan
| Candidats                                        | Candidats          | Partis      | Partis      | Premier tour | Premier tour | Second tour | Second tour |
| Candidats                                        | Candidats          | Partis      | Partis      | Voix         | %            | Voix        | %           |
| ------------------------------------------------ | ------------------ | ----------- | ----------- | ------------ | ------------ | ----------- | ----------- |
| 1                                                | Lucile Ferradou *  |             | DVD         | 3 966        | 23,32        | 7 480       | 47,88       |
| 1                                                | Maxime Le Pendeven |             | PLD         | 3 966        | 23,32        | 7 480       | 47,88       |
| 2                                                | Didier Deplancke   |             | EÉLV        | 2 636        | 15,50        |             |             |
| 2                                                | Barbara Schmidt    |             | ND          | 2 636        | 15,50        |             |             |
| 3                                                | Nicolas Mometti    |             | DVD         | 1 259        | 7,40         |             |             |
| 3                                                | Geneviève Picard   |             | MoDem       | 1 259        | 7,40         |             |             |
| 4                                                | Bernard Michon     |             | PS          | 4 881        | 28,70        | 8 143       | 52,12       |
| 4                                                | Flavie Rebotier    |             | PS          | 4 881        | 28,70        | 8 143       | 52,12       |
| 5                                                | Christian Dullin   |             | SE          | 1 008        | 5,93         |             |             |
| 5                                                | Béatrice Sollier   |             | SE          | 1 008        | 5,93         |             |             |
| 6                                                | Marcel Lenoetti    |             | FN          | 3 256        | 19,15        |             |             |
| 6                                                | Annie Santucci     |             | FN          | 3 256        | 19,15        |             |             |
|                                                  |                    |             |             |              |              |             |             |
| Inscrits                                         | Inscrits           | Inscrits    | Inscrits    | 34 229       | 100,00       | 34 231      | 100,00      |
| Abstentions                                      | Abstentions        | Abstentions | Abstentions | 16 609       | 48,52        | 17 265      | 50,44       |
| Votants                                          | Votants            | Votants     | Votants     | 17 620       | 51,48        | 16 966      | 49,56       |
| Blancs                                           | Blancs             | Blancs      | Blancs      | 488          | 2,77         | 979         | 5,77        |
| Nuls                                             | Nuls               | Nuls        | Nuls        | 126          | 0,72         | 364         | 2,15        |
| Exprimés                                         | Exprimés           | Exprimés    | Exprimés    | 17 006       | 96,52        | 15 623      | 92,08       |
| * conseillère sortante du canton de Saint-Ismier |                    |             |             |              |              |             |             |

### Canton d'Oisans-Romanche
| Candidats                                 | Candidats                 | Partis      | Partis      | Premier tour | Premier tour | Second tour | Second tour |
| Candidats                                 | Candidats                 | Partis      | Partis      | Voix         | %            | Voix        | %           |
| ----------------------------------------- | ------------------------- | ----------- | ----------- | ------------ | ------------ | ----------- | ----------- |
| 1                                         | Patrick Mondon            |             | PCF         | 1 725        | 14,36        |             |             |
| 1                                         | Évelyne Specia            |             | DVG         | 1 725        | 14,36        |             |             |
| 2                                         | Laure Quignard            |             | PS          | 4 083        | 33,98        | 7 457       | 64,47       |
| 2                                         | Gilles Strappazzon *      |             | PS          | 4 083        | 33,98        | 7 457       | 64,47       |
| 3                                         | Georges Manoukian         |             | FN          | 3 115        | 25,93        | 4 109       | 35,53       |
| 3                                         | Véronique Pianina         |             | FN          | 3 115        | 25,93        | 4 109       | 35,53       |
| 4                                         | André Decard              |             | UMP         | 3 092        | 25,73        |             |             |
| 4                                         | Valery Bernodat-Dumontier |             | DVD         | 3 092        | 25,73        |             |             |
|                                           |                           |             |             |              |              |             |             |
| Inscrits                                  | Inscrits                  | Inscrits    | Inscrits    | 25 836       | 100,00       | 25 842      | 100,00      |
| Abstentions                               | Abstentions               | Abstentions | Abstentions | 13 305       | 51,50        | 13 042      | 50,47       |
| Votants                                   | Votants                   | Votants     | Votants     | 12 531       | 48,50        | 12 800      | 49,53       |
| Blancs                                    | Blancs                    | Blancs      | Blancs      | 382          | 3,05         | 1 010       | 7,89        |
| Nuls                                      | Nuls                      | Nuls        | Nuls        | 134          | 1,07         | 224         | 1,75        |
| Exprimés                                  | Exprimés                  | Exprimés    | Exprimés    | 12 015       | 95,88        | 11 566      | 90,36       |
| * conseiller sortant du canton de Vizille |                           |             |             |              |              |             |             |

### Canton du Pont-de-Claix
| Candidats                                                                          | Candidats             | Partis      | Partis      | Premier tour | Premier tour | Second tour | Second tour |
| Candidats                                                                          | Candidats             | Partis      | Partis      | Voix         | %            | Voix        | %           |
| ---------------------------------------------------------------------------------- | --------------------- | ----------- | ----------- | ------------ | ------------ | ----------- | ----------- |
| 1                                                                                  | Gérard Gbéhiri        |             | DVG         | 1 281        | 8,51         |             |             |
| 1                                                                                  | Anne-Sophie Mérot     |             | EÉLV        | 1 281        | 8,51         |             |             |
| 2                                                                                  | Julien Gillot         |             | PCF         | 857          | 5,69         |             |             |
| 2                                                                                  | Simone Torres         |             | PCF         | 857          | 5,69         |             |             |
| 3                                                                                  | Amandine Mounsif      |             | FN          | 4 057        | 26,94        | 4 568       | 34,00       |
| 3                                                                                  | Étienne Zolfaghar     |             | FN          | 4 057        | 26,94        | 4 568       | 34,00       |
| 4                                                                                  | François Diaz         |             | PS          | 1 789        | 11,88        |             |             |
| 4                                                                                  | Brigitte Perillié *   |             | PS          | 1 789        | 11,88        |             |             |
| 5                                                                                  | Sam Toscano           |             | PS          | 3 208        | 21,31        |             |             |
| 5                                                                                  | Pascale Virot         |             | DVG         | 3 208        | 21,31        |             |             |
| 6                                                                                  | Pierre Gimel **       |             | UMP         | 3 865        | 25,67        | 8 869       | 66,00       |
| 6                                                                                  | Sandrine Martin-Grand |             | UMP         | 3 865        | 25,67        | 8 869       | 66,00       |
|                                                                                    |                       |             |             |              |              |             |             |
| Inscrits                                                                           | Inscrits              | Inscrits    | Inscrits    | 32 124       | 100,00       | 32 126      | 100,00      |
| Abstentions                                                                        | Abstentions           | Abstentions | Abstentions | 16 552       | 51,53        | 16 693      | 51,96       |
| Votants                                                                            | Votants               | Votants     | Votants     | 15 572       | 48,47        | 15 433      | 48,04       |
| Blancs                                                                             | Blancs                | Blancs      | Blancs      | 380          | 1,18         | 1 468       | 9,51        |
| Nuls                                                                               | Nuls                  | Nuls        | Nuls        | 135          | 0,42         | 528         | 3,42        |
| Exprimés                                                                           | Exprimés              | Exprimés    | Exprimés    | 15 057       | 46,87        | 13 437      | 87,07       |
| * conseillère sortante du canton de Vif ** conseiller sortant du canton de Clelles |                       |             |             |              |              |             |             |

### Canton de Roussillon
| Candidats   | Candidats             | Partis      | Partis      | Premier tour | Premier tour | Second tour | Second tour |
| Candidats   | Candidats             | Partis      | Partis      | Voix         | %            | Voix        | %           |
| ----------- | --------------------- | ----------- | ----------- | ------------ | ------------ | ----------- | ----------- |
| 1           | Mercedes De Sousa     |             | PS          | 3 758        | 25,18        |             |             |
| 1           | Philippe Mignot       |             | PS          | 3 758        | 25,18        |             |             |
| 2           | Didier Charpenay      |             | DLF         | 489          | 3,28         |             |             |
| 2           | Valérie Donput        |             | DLF         | 489          | 3,28         |             |             |
| 3           | Sylvie Dezarnaud      |             | DVD         | 3 899        | 26,13        | 7 798       | 59,10       |
| 3           | Robert Duranton       |             | DVD         | 3 899        | 26,13        | 7 798       | 59,10       |
| 4           | Isabelle Chareyron    |             | FN          | 4 871        | 32,64        | 5 397       | 40,90       |
| 4           | Jean-Philippe Lefèvre |             | FN          | 4 871        | 32,64        | 5 397       | 40,90       |
| 5           | Patrick Bédiat        |             | PCF         | 1 906        | 12,77        |             |             |
| 5           | Françoise Buniazet    |             | FG          | 1 906        | 12,77        |             |             |
|             |                       |             |             |              |              |             |             |
| Inscrits    | Inscrits              | Inscrits    | Inscrits    | 31 421       | 100,00       | 31 420      | 100,00      |
| Abstentions | Abstentions           | Abstentions | Abstentions | 15 920       | 50,67        | 16 226      | 51,64       |
| Votants     | Votants               | Votants     | Votants     | 15 501       | 49,33        | 15 194      | 48,36       |
| Blancs      | Blancs                | Blancs      | Blancs      | 425          | 2,74         | 1 449       | 9,54        |
| Nuls        | Nuls                  | Nuls        | Nuls        | 153          | 0,99         | 550         | 3,62        |
| Exprimés    | Exprimés              | Exprimés    | Exprimés    | 14 923       | 96,27        | 13 195      | 86,84       |

### Canton de Saint-Martin-d'Hères
| Candidats   | Candidats             | Partis      | Partis      | Premier tour | Premier tour | Second tour | Second tour |
| Candidats   | Candidats             | Partis      | Partis      | Voix         | %            | Voix        | %           |
| ----------- | --------------------- | ----------- | ----------- | ------------ | ------------ | ----------- | ----------- |
| 1           | Évelyne Bonnaire      |             | EÉLV        | 1 989        | 18,64        |             |             |
| 1           | Philippe Serre        |             | DVG         | 1 989        | 18,64        |             |             |
| 2           | Françoise Gerbier     |             | PCF         | 3 761        | 35,25        | 7 236       | 68,58       |
| 2           | David Queiros         |             | PCF         | 3 761        | 35,25        | 7 236       | 68,58       |
| 3           | Mohamed Gafsi         |             | UMP         | 1 769        | 16,58        |             |             |
| 3           | Asra Wassfi           |             | MoDem       | 1 769        | 16,58        |             |             |
| 4           | Béatrix Bolvin        |             | FN          | 2 485        | 23,29        | 3 315       | 31,42       |
| 4           | Patrice Collomb-Muret |             | FN          | 2 485        | 23,29        | 3 315       | 31,42       |
| 5           | Catherine Boucheta    |             | MRC         | 666          | 6,24         |             |             |
| 5           | Abdellaziz Guesmi     |             | MRC         | 666          | 6,24         |             |             |
|             |                       |             |             |              |              |             |             |
| Inscrits    | Inscrits              | Inscrits    | Inscrits    | 24 583       | 100,00       | 24 583      | 100,00      |
| Abstentions | Abstentions           | Abstentions | Abstentions | 13 498       | 54,91        | 13 089      | 53,24       |
| Votants     | Votants               | Votants     | Votants     | 11 085       | 45,09        | 11 494      | 46,76       |
| Blancs      | Blancs                | Blancs      | Blancs      | 304          | 2,74         | 685         | 5,96        |
| Nuls        | Nuls                  | Nuls        | Nuls        | 111          | 1,00         | 258         | 2,24        |
| Exprimés    | Exprimés              | Exprimés    | Exprimés    | 10 670       | 96,26        | 10 551      | 91,80       |

### Canton du Sud Grésivaudan
| Candidats                                                                                          | Candidats         | Partis      | Partis      | Premier tour | Premier tour | Second tour | Second tour |
| Candidats                                                                                          | Candidats         | Partis      | Partis      | Voix         | %            | Voix        | %           |
| -------------------------------------------------------------------------------------------------- | ----------------- | ----------- | ----------- | ------------ | ------------ | ----------- | ----------- |
| 1                                                                                                  | Yolande Reynaud   |             | FN          | 4 176        | 27,13        | 3 979       | 24,65       |
| 1                                                                                                  | Valère Santana    |             | FN          | 4 176        | 27,13        | 3 979       | 24,65       |
| 2                                                                                                  | Brigitte Briel    |             | EÉLV        | 1 661        | 10,79        |             |             |
| 2                                                                                                  | Bernard Lambert   |             | PCF         | 1 661        | 10,79        |             |             |
| 3                                                                                                  | Laura Bonnefoy    |             | SE          | 5 214        | 33,88        | 6 906       | 42,79       |
| 3                                                                                                  | Bernard Perazio * |             | SE          | 5 214        | 33,88        | 6 906       | 42,79       |
| 4                                                                                                  | Nicole Di Maria   |             | DVG         | 4 340        | 28,20        | 5 255       | 32,56       |
| 4                                                                                                  | André Roux **     |             | DVG         | 4 340        | 28,20        | 5 255       | 32,56       |
| |                   |             |             |              |              |             |             |
| Inscrits                                                                                           | Inscrits          | Inscrits    | Inscrits    | 29 807       | 100,00       | 29 840      | 100,00      |
| Abstentions                                                                                        | Abstentions       | Abstentions | Abstentions | 13 788       | 46,26        | 13 052      | 43,74       |
| Votants                                                                                            | Votants           | Votants     | Votants     | 16 019       | 53,74        | 16 788      | 56,26       |
| Blancs                                                                                             | Blancs            | Blancs      | Blancs      | 478          | 2,98         | 483         | 2,88        |
| Nuls                                                                                               | Nuls              | Nuls        | Nuls        | 150          | 0,94         | 165         | 0,98        |
| Exprimés                                                                                           | Exprimés          | Exprimés    | Exprimés    | 15 391       | 96,08        | 16 140      | 96,14       |
| * conseiller sortant du canton de Pont-en-Royans ** conseiller sortant du canton de Saint-Marcelin |                   |             |             |              |              |             |             |

### Canton de La Tour-du-Pin
| Candidats                                        | Candidats        | Partis      | Partis      | Premier tour | Premier tour | Second tour | Second tour |
| Candidats                                        | Candidats        | Partis      | Partis      | Voix         | %            | Voix        | %           |
| ------------------------------------------------ | ---------------- | ----------- | ----------- | ------------ | ------------ | ----------- | ----------- |
| 1                                                | Martine Ekoué    |             | DVG         | 2 838        | 22,97        |             |             |
| 1                                                | Pascal Payen *   |             | PS          | 2 838        | 22,97        |             |             |
| 2                                                | Alain Chapuis    |             | FN          | 3 931        | 31,81        | 4 209       | 37,17       |
| 2                                                | Nathalie Germain |             | FN          | 3 931        | 31,81        | 4 209       | 37,17       |
| 4                                                | Nadine Colliat   |             | PCF         | 961          | 7,78         |             |             |
| 4                                                | Bernard Doidy    |             | PG          | 961          | 7,78         |             |             |
| 4                                                | Magali Guillot   |             | DVD         | 4 626        | 37,44        | 7 116       | 62,83       |
| 4                                                | Fabien Rajon     |             | DVD         | 4 626        | 37,44        | 7 116       | 62,83       |
|                                                  |                  |             |             |              |              |             |             |
| Inscrits                                         | Inscrits         | Inscrits    | Inscrits    | 24 069       | 100,00       | 24 069      | 100,00      |
| Abstentions                                      | Abstentions      | Abstentions | Abstentions | 11 293       | 46,92        | 11 443      | 47,54       |
| Votants                                          | Votants          | Votants     | Votants     | 12 776       | 53,08        | 12 626      | 52,46       |
| Blancs                                           | Blancs           | Blancs      | Blancs      | 324          | 2,54         | 1 008       | 7,98        |
| Nuls                                             | Nuls             | Nuls        | Nuls        | 96           | 0,75         | 293         | 2,32        |
| Exprimés                                         | Exprimés         | Exprimés    | Exprimés    | 12 356       | 96,71        | 11 325      | 89,70       |
| * conseiller sortant du canton de La Tour-du-Pin |                  |             |             |              |              |             |             |

### Canton de Tullins
| Candidats                                 | Candidats           | Partis      | Partis      | Premier tour | Premier tour | Second tour | Second tour |
| Candidats                                 | Candidats           | Partis      | Partis      | Voix         | %            | Voix        | %           |
| ----------------------------------------- | ------------------- | ----------- | ----------- | ------------ | ------------ | ----------- | ----------- |
| 1                                         | Amélie Girerd       |             | PS          | 5 319        | 40,87        | 7 927       | 64,67       |
| 1                                         | André Vallini *     |             | PS          | 5 319        | 40,87        | 7 927       | 64,67       |
| 2                                         | Bruno Desies        |             | FN          | 3 209        | 24,65        | 4 331       | 35,33       |
| 2                                         | Jacqueline François |             | FN          | 3 209        | 24,65        | 4 331       | 35,33       |
| 3                                         | Amin Benali         |             | PG          | 1 430        | 10,99        |             |             |
| 3                                         | Nadine Reux         |             | EÉLV        | 1 430        | 10,99        |             |             |
| 4                                         | Stéphanie Augier    |             | UMP         | 3 058        | 23,49        |             |             |
| 4                                         | Gilles Julien       |             | UMP         | 3 058        | 23,49        |             |             |
|                                           |                     |             |             |              |              |             |             |
| Inscrits                                  | Inscrits            | Inscrits    | Inscrits    | 27 232       | 100,00       | 27 234      | 100,00      |
| Abstentions                               | Abstentions         | Abstentions | Abstentions | 13 684       | 50,25        | 13 602      | 49,94       |
| Votants                                   | Votants             | Votants     | Votants     | 13 548       | 49,75        | 13 632      | 50,06       |
| Blancs                                    | Blancs              | Blancs      | Blancs      | 361          | 2,66         | 1 013       | 7,43        |
| Nuls                                      | Nuls                | Nuls        | Nuls        | 171          | 1,26         | 361         | 2,65        |
| Exprimés                                  | Exprimés            | Exprimés    | Exprimés    | 13 016       | 96,07        | 12 258      | 89,92       |
| * conseiller sortant du canton de Tullins |                     |             |             |              |              |             |             |

### Canton de La Verpillière
| Candidats                                 | Candidats         | Partis      | Partis      | Premier tour | Premier tour | Second tour | Second tour |
| Candidats                                 | Candidats         | Partis      | Partis      | Voix         | %            | Voix        | %           |
| ----------------------------------------- | ----------------- | ----------- | ----------- | ------------ | ------------ | ----------- | ----------- |
| 1                                         | Michel Charpenay  |             | PCF         | 1 008        | 6,99         |             |             |
| 1                                         | Michèle Meffre    |             | PCF         | 1 008        | 6,99         |             |             |
| 2                                         | Thierry Auboyer * |             | PS          | 3 625        | 25,13        |             |             |
| 2                                         | Catherine Saugey  |             | DVG         | 3 625        | 25,13        |             |             |
| 3                                         | Damien Michallet  |             | UMP         | 4 344        | 30,12        | 7 883       | 57,85       |
| 3                                         | Aurélie Vernay    |             | UMP         | 4 344        | 30,12        | 7 883       | 57,85       |
| 4                                         | Nicole Ferriol    |             | FN          | 5 447        | 37,76        | 5 744       | 42,15       |
| 4                                         | Serge Leboucher   |             | FN          | 5 447        | 37,76        | 5 744       | 42,15       |
|                                           |                   |             |             |              |              |             |             |
| Inscrits                                  | Inscrits          | Inscrits    | Inscrits    | 30 721       | 100,00       | 30 721      | 100,00      |
| Abstentions                               | Abstentions       | Abstentions | Abstentions | 15 715       | 51,15        | 15 756      | 51,29       |
| Votants                                   | Votants           | Votants     | Votants     | 15 006       | 48,85        | 14 965      | 48,71       |
| Blancs                                    | Blancs            | Blancs      | Blancs      | 428          | 2,85         | 1 008       | 6,74        |
| Nuls                                      | Nuls              | Nuls        | Nuls        | 154          | 1,03         | 330         | 2,21        |
| Exprimés                                  | Exprimés          | Exprimés    | Exprimés    | 14 424       | 96,12        | 13 627      | 91,06       |
| * conseiller sortant du canton d'Heyrieux |                   |             |             |              |              |             |             |

### Canton de Vienne-1
| Candidats                                     | Candidats             | Partis      | Partis      | Premier tour | Premier tour | Second tour | Second tour |
| Candidats                                     | Candidats             | Partis      | Partis      | Voix         | %            | Voix        | %           |
| --------------------------------------------- | --------------------- | ----------- | ----------- | ------------ | ------------ | ----------- | ----------- |
| 1                                             | Martine Faïta         |             | DVD         | 3 166        | 27,39        |             |             |
| 1                                             | Levon Sakounts        |             | UMP         | 3 166        | 27,39        |             |             |
| 2                                             | Carole Chenal         |             | DLF         | 587          | 5,08         |             |             |
| 2                                             | Gérald Prudhomme      |             | DLF         | 587          | 5,08         |             |             |
| 3                                             | Erwann Binet *        |             | PS          | 3 186        | 27,57        | 6 253       | 54,83       |
| 3                                             | Carmela Lo Curto-Cino |             | PS          | 3 186        | 27,57        | 6 253       | 54,83       |
| 4                                             | Chantal Moussier      |             | FN          | 3 597        | 31,12        | 5 151       | 45,17       |
| 4                                             | Adrien Rubagotti      |             | FN          | 3 597        | 31,12        | 5 151       | 45,17       |
| 5                                             | Jean-Mary Lamarche    |             | PG          | 1 021        | 8,83         |             |             |
| 5                                             | Danielle Sauge Gadoud |             | EÉLV        | 1 021        | 8,83         |             |             |
|                                               |                       |             |             |              |              |             |             |
| Inscrits                                      | Inscrits              | Inscrits    | Inscrits    | 26 593       | 100,00       | 26 597      | 100,00      |
| Abstentions                                   | Abstentions           | Abstentions | Abstentions | 14 547       | 54,70        | 13 963      | 52,50       |
| Votants                                       | Votants               | Votants     | Votants     | 12 046       | 45,30        | 12 634      | 47,50       |
| Blancs                                        | Blancs                | Blancs      | Blancs      | 351          | 2,91         | 915         | 7,24        |
| Nuls                                          | Nuls                  | Nuls        | Nuls        | 138          | 1,15         | 315         | 2,49        |
| Exprimés                                      | Exprimés              | Exprimés    | Exprimés    | 11 557       | 95,94        | 11 404      | 90,26       |
| * conseiller sortant du canton de Vienne-Nord |                       |             |             |              |              |             |             |

### Canton de Vienne-2
| Candidats   | Candidats        | Partis      | Partis      | Premier tour | Premier tour | Second tour | Second tour |
| Candidats   | Candidats        | Partis      | Partis      | Voix         | %            | Voix        | %           |
| ----------- | ---------------- | ----------- | ----------- | ------------ | ------------ | ----------- | ----------- |
| 1           | Refija Babacic   |             | PS          | 3 896        | 23,80        |             |             |
| 1           | Michel Pavon     |             | PS          | 3 896        | 23,80        |             |             |
| 2           | Constance Allais |             | FN          | 5 307        | 32,42        | 5 801       | 37,94       |
| 2           | Norman Méchin    |             | SIEL        | 5 307        | 32,42        | 5 801       | 37,94       |
| 3           | Elisabeth Celard |             | DVD         | 5 232        | 31,96        | 9 488       | 62,06       |
| 3           | Patrick Curtaud  |             | UMP         | 5 232        | 31,96        | 9 488       | 62,06       |
| 4           | Renée Celard     |             | PCF         | 1 935        | 11,82        |             |             |
| 4           | André Mondange   |             | PCF         | 1 935        | 11,82        |             |             |
|             |                  |             |             |              |              |             |             |
| Inscrits    | Inscrits         | Inscrits    | Inscrits    | 34 354       | 100,00       | 34 355      | 100,00      |
| Abstentions | Abstentions      | Abstentions | Abstentions | 17 186       | 50,03        | 17 049      | 49,63       |
| Votants     | Votants          | Votants     | Votants     | 17 168       | 49,97        | 17 306      | 50,37       |
| Blancs      | Blancs           | Blancs      | Blancs      | 602          | 3,51         | 1 458       | 8,42        |
| Nuls        | Nuls             | Nuls        | Nuls        | 196          | 1,14         | 559         | 3,23        |
| Exprimés    | Exprimés         | Exprimés    | Exprimés    | 16 370       | 95,35        | 15 289      | 88,35       |

### Canton de Voiron
| Candidats                                | Candidats               | Partis      | Partis      | Premier tour | Premier tour | Second tour | Second tour |
| Candidats                                | Candidats               | Partis      | Partis      | Voix         | %            | Voix        | %           |
| ---------------------------------------- | ----------------------- | ----------- | ----------- | ------------ | ------------ | ----------- | ----------- |
| 1                                        | Edmond Damais           |             | DLF         | 362          | 2,11         |             |             |
| 1                                        | Nadine Nicolas          |             | DLF         | 362          | 2,11         |             |             |
| 2                                        | Patrick Cholat          |             | DVG         | 2 295        | 13,37        |             |             |
| 2                                        | Danièle Falchier        |             | EÉLV        | 2 295        | 13,37        |             |             |
| 3                                        | Anne Gérin              |             | UDI         | 6 682        | 38,92        | 9 267       | 57,85       |
| 3                                        | Julien Polat            |             | UMP         | 6 682        | 38,92        | 9 267       | 57,85       |
| 4                                        | Jean-François Gaujour * |             | PS          | 4 672        | 27,22        | 6 753       | 42,15       |
| 4                                        | Johanne Vial            |             | DVG         | 4 672        | 27,22        | 6 753       | 42,15       |
| 5                                        | Alexandre Collin        |             | FN          | 3 156        | 18,38        |             |             |
| 5                                        | Béatrice Innocenti      |             | FN          | 3 156        | 18,38        |             |             |
|                                          |                         |             |             |              |              |             |             |
| Inscrits                                 | Inscrits                | Inscrits    | Inscrits    | 33 972       | 100,00       | 33 975      | 100,00      |
| Abstentions                              | Abstentions             | Abstentions | Abstentions | 16 211       | 47,72        | 16 765      | 49,35       |
| Votants                                  | Votants                 | Votants     | Votants     | 17 761       | 52,28        | 17 210      |             |
| Blancs                                   | Blancs                  | Blancs      | Blancs      | 520          | 2,93         | 1 044       | 6,07        |
| Nuls                                     | Nuls                    | Nuls        | Nuls        | 74           | 0,42         | 146         | 0,85        |
| Exprimés                                 | Exprimés                | Exprimés    | Exprimés    | 17 167       | 96,66        | 16 020      | 93,09       |
| * conseiller sortant du canton de Voiron |                         |             |             |              |              |             |             |